# Дискография will.i.am
В этой статье представлена сольная дискография известного американского рэпера will.i.am'a, лидера группы Black Eyed Peas.

## Альбомы

### Студийные альбомы
| Название | Высшая позиция | Высшая позиция | Высшая позиция | Высшая позиция | Высшая позиция | Высшая позиция | Высшая позиция | Продажи                    | Сертификация                 |
| Название | РФ             | АВС            | ВЕЛ            | ИРЛ            | США            | ФРА            | ШВА            | Продажи                    | Сертификация                 |
| --- | -------------- | -------------- | -------------- | -------------- | -------------- | -------------- | -------------- | -------------------------- | ---------------------------- |
| Lost Change - Дата выхода: 2 октября 2001 - Лейбл: Warner Sunset Records, Atlantic - Формат: CD, цифровая дистрибуция        | —              | —              | —              | —              | —              | —              | —              |                            |                              |
| Must B 21 - Дата выхода: 23 сентября 2003 - Лейбл: Interscope, Columbia, will.i.am - Формат: CD, цифровая дистрибуция, винил | —              | —              | —              | —              | —              | —              | —              |                            |                              |
| Songs About Girls - Дата выхода: 25 сентября 2007 - Лейбл: A&M, will.i.am - Формат: CD, цифровая дистрибуция                 | 7              | 58             | 68             | —              | 38             | 89             | 27             | - РФ: 10,000 - ПОЛ: 10,000 | - РФ: Золотой - ПОЛ: Золотой |
| #willpower - Дата выхода: 19 апреля 2013 - Лейбл: Interscope, will.i.am                                                      | —              | 9              | 3              | 5              | 9              | 5              | 10             |                            |                              |

### Сборники
| Год  | Название | Высшая позиция |
| Год  | Название | ЯПОНИЯ         |
| ---- | --- | -------------- |
| 2008 | The Black Eyed Peas Family Best - Дата выхода: 9 июня - Лейбл: Universal Music Group - Формат: CD, цифровая дистрибуция | 58             |

### Мини-альбомы
| Год  | Название                                                                                                   |
| ---- | --- |
| 2012 | This Is Love (Remixes) - Дата выхода: 7 августа - Лейбл: Interscope Records - Формат: цифровая дистрибуция |

## Синглы

### Как главный исполнитель
| Год | Название                                                                  | Высшая позиция | Высшая позиция | Высшая позиция | Высшая позиция | Высшая позиция | Высшая позиция | Высшая позиция | Высшая позиция | Высшая позиция | Высшая позиция | Высшая позиция | Высшая позиция | Высшая позиция | Сертификация | Альбом            |
| Год | Название                                                                  | РФ             | АВС            | БЕЛ            | ВЕЛ            | ГЕР            | ДАН            | ИРЛ            | КАН            | НИД            | НОЗ            | США            | ФРА            | World Singles  | Сертификация | Альбом            |
| --- | ------------------------------------------------------------------------- | -------------- | -------------- | -------------- | -------------- | -------------- | -------------- | -------------- | -------------- | -------------- | -------------- | -------------- | -------------- | -------------- | --- | ----------------- |
| 2007 | «I Got It from My Mama»                                                   | 58             | 19             | —              | 38             | 33             | —              | —              | 18             | 26             | —              | 31             | 49             | —              | | Songs About Girls |
| 2008 | «Heartbreaker» (при участии Шерил Коул)                                   | 9              | —              | —              | 4              | —              | 24             | 7              | —              | —              | —              | —              | —              | 27             | | Songs About Girls |
| 2008 | «One More Chance»                                                         | —              | —              | —              | 97             | —              | —              | —              | —              | —              | —              | —              | —              | —              | | Songs About Girls |
| 2010 | «Check It Out» (вместе с Ники Минаж)                                      | —              | 21             | 2              | 11             | —              | 40             | 14             | 14             | 27             | —              | 24             | —              | 17             | | —                 |
| 2011 | «T.H.E. (The Hardest Ever)» (при участии Мика Джагерра и Дженнифер Лопес) | —              | 57             | 5              | 3              | —              | —              | —              | 10             | —              | —              | 36             | —              | 15             | | —                 |
| 2012 | «This Is Love» (при участии Евы Симонс)                                   | 8              | 7              | 1              | 1              | 12             | 23             | 1              | 14             | 1              | 3              | —              | 2              | 7              | - АВС: 2×Платиновый - БЕЛ: Золотой - ИТА: Золотой - НОЗ: Платиновый                                                                       | #willpower        |
| 2012 | «Scream & Shout» (при участии Бритни Спирс)                               | 3              | 2              | 1              | 1              | 1              | 1              | 1              | 1              | 1              | 1              | 3              | 1              | 1              | - АВС: 6×Платиновый - ГЕР: 2×Платиновый - ДАН: 3×Платиновый - ИТА: Платиновый - НОЗ: 2×Платиновый - США: 3×Платиновый - ШВА: 2×Платиновый | #willpower        |
| 2013 | «#thatPOWER» (при участии Джастина Бибера)                                | 14             | 6              | 9              | 2              | 7              | 19             | 5              | 6              | 14             | 16             | 17             | 11             | 5              | - АВС: 2×Платиновый - НОЗ: Золотой | #willpower        |
| 2014 | «It's My Birthday» (вместе с Коди Вайсом)                                 | 124            | 4              | 25             | 1              | 41             | —              | 25             | —              | —              | 16             | —              | 167            | 27             | - АВС: Платиновый - ВЕЛ: Серебряный | —                 |
| Всего хитов в первой 10-ке | Всего хитов в первой 10-ке                                                | 3              | 4              | 5              | 6              | 2              | 1              | 4              | 3              | 2              | 2              | 1              | 2              | 3              | |                   |
| Всего хитов № 1 | Всего хитов № 1                                                           | 0              | 0              | 2              | 3              | 0              | 1              | 2              | 1              | 2              | 1              | 0              | 1              | 1              | |                   |
| «—» релизы, которые не попали в хит-парад в колонке Бельгии приведены наивысшие позиции из двух параллельных бельгийских чартов (см. Ultratop) |                                                                           |                |                |                |                |                |                |                |                |                |                |                |                |                | |                   |

### Промосинглы
| Год | Название                                                                                      | Высшая позиция | Высшая позиция | Высшая позиция | Высшая позиция | Высшая позиция | Высшая позиция | Высшая позиция | Высшая позиция | Высшая позиция | Сертификация                     | Альбом            |
| Год | Название                                                                                      | АВС            | БЕЛ            | БРА            | ВЕЛ            | ГЕР            | ИРЛ            | КАН            | НОЗ            | США            | Сертификация                     | Альбом            |
| --- | --------------------------------------------------------------------------------------------- | -------------- | -------------- | -------------- | -------------- | -------------- | -------------- | -------------- | -------------- | -------------- | -------------------------------- | ----------------- |
| 2007 | «The Donque Song» (при участии Снуп Догга)                                                    | —              | —              | —              | —              | —              | —              | —              | —              | —              |                                  | Songs About Girls |
| 2008 | «Here I Come» (Фёрги при участии will.i.am)                                                   | 22             | —              | —              | —              | —              | —              | —              | 39             | 122            |                                  | The Dutchess      |
| 2009 | «I Wanna Go Crazy» (Дэвид Гетта при участии will.i.am)                                        | —              | —              | —              | 92             | —              | —              | 83             | —              | —              |                                  | One Love          |
| 2012 | «Great Times»                                                                                 | —              | —              | 5              | —              | —              | —              | —              | —              | —              |                                  | —                 |
| 2012 | «Reach for the Stars (Mars edition)»                                                          | —              | —              | —              | —              | —              | —              | —              | —              | —              |                                  | —                 |
| 2013 | «Fall Down» (will.i.am при участии Майли Сайрус)                                              | 14             | 50             | —              | 34             | 48             | 17             | 15             | 15             | 58             | - АВС: Платиновый - НОЗ: Золотой | #willpower        |
| 2013 | «Feelin' Myself» (will.i.am при участии Майли Сайрус, Френч Монтаны, Уиз Халифы и DJ Mustard) | 34             | 2              | —              | 2              | 55             | 3              | —              | 16             | 96             |                                  | #willpower        |
| «—» релизы, которые не попали в хит-парад в колонке Бельгии приведены наивысшие позиции из двух параллельных бельгийских чартов (см. Ultratop) |                                                                                               |                |                |                |                |                |                |                |                |                |                                  |                   |

### Политические синглы
| Год  | Название           | Высшая позиция | Высшая позиция | Высшая позиция | Высшая позиция | Альбом                                    |
| Год  | Название           | РФ             | ВЕН            | КАН            | США            | Альбом                                    |
| ---- | ------------------ | -------------- | -------------- | -------------- | -------------- | ----------------------------------------- |
| 2008 | «Yes We Can»       | —              | —              | —              | —              | Change Is Now: Renewing America’s Promise |
| 2008 | «We Are the Ones»  | —              | —              | —              | —              | Change Is Now: Renewing America’s Promise |
| 2008 | «It's a New Day»   | 166            | 135            | 84             | 78             | Change Is Now: Renewing America’s Promise |
| 2009 | «America's Song»   | —              | —              | —              | —              | Change Is Now: Renewing America’s Promise |
| 2009 | «The Jackass Song» | —              | —              | —              | —              | Change Is Now: Renewing America’s Promise |

### Как приглашённый исполнитель
| 2001 | «Vocal Artillery» (Ozomatli при участии Medusa, will.i.am и Kanetic Source) | —   | —  | —  | —  | —   | —  | —  | —  | —  | —  | —   | —  | Embrace the Chaos  |
| 2005 | «CB (Sangue Bom)» (Marcelo D2 при участии will.i.am)                        | —   | —  | —  | —  | —   | —  | —  | —  | —  | —  | —   | —  | Acústico MTV       |
| 2005 | «La Patte» (Saïan Supa Crew при участии will.i.am)                          | —   | —  | —  | —  | —   | —  | —  | —  | —  | —  | —   | —  | Hold Up            |
| 2005 | «Beep» (Pussycat Dolls при участии will.i.am)                               | 239 | 3  | 7  | 1  | 2   | 5  | 9  | 2  | —  | 1  | 13  | 10 | PCD                |
| 2006 | «I Love My Chick» (Баста Раймс при участии Келис и will.i.am)               | —   | 22 | 71 | —  | 8   | 38 | —  | 18 | —  | 8  | 47  | —  | The Big Bang       |
| 2006 | «Fergalicious» (Фёрги при участии will.i.am)                                | 34  | 4  | 34 | 11 | 62  | 23 | 28 | 38 | 24 | 5  | 2   | 15 | The Dutchess       |
| 2006 | «Hip Hop Is Dead» (Nas при участии will.i.am)                               | —   | 52 | —  | —  | 36  | —  | —  | —  | —  | —  | 41  | —  | Hip Hop Is Dead    |
| 2006 | «A Dream» (Common и will.i.am)                                              | —   | —  | —  | —  | —   | —  | —  | —  | —  | —  | —   | —  | Freedom Writers    |
| 2007 | «Baby Love» (Николь Шерзингер при участии will.i.am)                        | 178 | 58 | 21 | —  | 14  | 5  | 37 | 15 | —  | —  | 108 | —  | Her Name Is Nicole |
| 2007 | «Hot Thing» (Талиб Квели при участии will.i.am)                             | —   | —  | —  | —  | —   | —  | —  | —  | —  | —  | —   | —  | Eardrum            |
| 2007 | «Wait a Minute (Just a Touch)» (Estelle при участии will.i.am)              | —   | —  | —  | —  | —   | —  | —  | —  | —  | —  | —   | —  | Shine              |
| 2007 | «Be OK» (Крисетт Мишель при участии will.i.am)                              | —   | —  | —  | —  | —   | —  | —  | —  | —  | —  | —   | —  | I Am               |
| 2007 | «I Want You» (Common при участии will.i.am)                                 | —   | —  | —  | —  | —   | —  | —  | —  | —  | —  | 112 | —  | Finding Forever    |
| 2008 | «The Girl Is Mine 2008» (Майкл Джексон при участии will.i.am)               | —   | —  | 51 | —  | 32  | —  | 31 | —  | —  | —  | —   | 22 | Thriller 25        |
| 2008 | «In the Ayer» (Флоу Райда при участии will.i.am)                            | —   | 19 | —  | —  | 29  | 50 | —  | 13 | 13 | 9  | 9   | —  | Mail on Sunday     |
| 2008 | «What's Your Name» (Ашер при участии will.i.am)                             | 231 | —  | —  | —  | —   | —  | —  | —  | —  | —  | —   | —  | Here I Stand       |
| 2008 | «All My Life (In the Ghetto)» (Jay Rock при участии Lil Wayne и will.i.am)  | —   | —  | —  | —  | —   | —  | —  | —  | —  | —  | —   | —  | Follow Me Home     |
| 2009 | «3 Words» (Шерил Коул при участии will.i.am)                                | 203 | 5  | 56 | —  | 4   | 27 | —  | 7  | —  | 12 | —   | —  | 3 Words            |
| 2010 | «OMG» (Ашер при участии will.i.am)                                          | 217 | 1  | 41 | 10 | 1   | 27 | 21 | 1  | 2  | 1  | 1   | 16 | Raymond v. Raymond |
| 2011 | «Free» (Natalia Kills при участии will.i.am)                                | —   | —  | 4  | 13 | 118 | 15 | —  | —  | —  | —  | —   | —  | Perfectionist      |
| 2011 | «Forever» (Вольфганг Гартнер при участии will.i.am)                         | —   | —  | —  | —  | 43  | —  | —  | —  | —  | —  | —   | —  | Weekend in America |
| 2012 | «Hall of Fame» (The Script при участии will.i.am)                           | 3   | 4  | 1  | 8  | 1   | 4  | 11 | 1  | 25 | 3  | 28  | 89 | 3                  |
| 2012 | «In My City» (Приянка Чопра при участии will.i.am)                          | —   | —  | —  | —  | —   | —  | —  | —  | —  | —  | —   | —  | —                  |
| 2013 | «Crazy Kids» (Ke$ha при участии will.i.am)                                  | 158 | 32 | 58 | 5  | 27  | 56 | —  | 14 | 47 | —  | 40  | —  | Warrior            |
| 2013 | «Something Really Bad» (Диззи Раскал при участии will.i.am)                 | —   | —  | —  | 54 | 10  | 65 | —  | —  | —  | —  | —   | —  | The Fifth          |
| Всего хитов в первой 10-ке | Всего хитов в первой 10-ке                                                  | 1   | 5  | 3  | 4  | 6   | 3  | 1  | 4  | 1  | 6  | 3   | 0  |                    |
| Всего хитов № 1 | Всего хитов № 1                                                             | 0   | 1  | 1  | 2  | 2   | 0  | 0  | 2  | 0  | 2  | 1   | 0  |                    |
| «—» релизы, которые не попали в хит-парад в колонке Бельгии приведены наивысшие позиции из двух параллельных бельгийских чартов (см. Ultratop) |                                                                             |     |    |    |    |     |    |    |    |    |    |     |    |                    |

## Другие песни

### Песни, попавшие в чарты
| Год  | Название                                                                 | Высшая позиция | Высшая позиция | Высшая позиция | Высшая позиция | Высшая позиция | Высшая позиция | Альбом       |
| Год  | Название                                                                 | БЕЛ (ВА)       | ВЕЛ            | КАН            | КОР            | США HDS        | США HDEDS      | Альбом       |
| ---- | ------------------------------------------------------------------------ | -------------- | -------------- | -------------- | -------------- | -------------- | -------------- | ------------ |
| 2008 | «P.Y.T. (Pretty Young Thing) 2008» (Майкл Джексон при участии will.i.am) | —              | 98             | —              | —              | 14             | —              | Thriller 25  |
| 2009 | «On the Dancefloor» (Дэвид Гетта при участии will.i.am и apl.de.ap)      | 24             | —              | 87             | —              | —              | —              | One Love     |
| 2010 | «Boy Like You» (Шерил Коул при участии will.i.am)                        | —              | 105            | —              | —              | —              | —              | 3 Words      |
| 2010 | «Heaven» (Шерил Коул при участии will.i.am)                              | —              | 122            | —              | —              | —              | —              | 3 Words      |
| 2011 | «Big Fat Bass» (Бритни Спирс при участии will.i.am)                      | —              | —              | —              | 31             | —              | 18             | Femme Fatale |

## Саундтреки
| Год  | Песня | Высшая позиция | Высшая позиция | Высшая позиция | Альбом                                                      | Примечание                              |
| Год  | Песня | ИТА            | R&B            | World OST      | Альбом                                                      | Примечание                              |
| ---- | --- | -------------- | -------------- | -------------- | ----------------------------------------------------------- | --------------------------------------- |
| 2001 | «Samurai Jack» | —              | —              | —              | —                                                           | для мультсериала «Самурай Джек»         |
| 2002 | «Secret Formula» | —              | —              | —              | Dexter’s Laboratory: The Hip-Hop Experiment                 | для мультсериала «Лаборатория Декстера» |
| 2004 | «True» (вместе с Фёрги) | —              | —              | —              | 50 First Dates: Love Songs From The Original Motion Picture | для фильма «50 первых поцелуев»         |
| 2004 | «Sunny Hours» (вместе с Long Beach Dub Allstars)                                                                              | —              | —              | —              | Joey                                                        | для телесериала «Джоуи»                 |
| 2005 | «Drop On You» | —              | —              | —              | Music From And Inspired by Gran Turismo 4                   | для видеоигры «Gran Turismo 4»          |
| 2005 | «I Don’t Mean Nothing» | —              | —              | —              | Music From And Inspired by Gran Turismo 4                   | для видеоигры «Gran Turismo 4»          |
| 2006 | «A Dream» (вместе с Common)                                                                                                   | —              | 16             | 14             | Freedom Writers: Music from the Motion Picture              | для фильма «Писатели свободы»           |
| 2007 | «Colors» | —              | —              | —              | Freedom Writers: Music from the Motion Picture              | для фильма «Писатели свободы»           |
| 2007 | «Bus Ride» | —              | —              | —              | Freedom Writers: Music from the Motion Picture              | для фильма «Писатели свободы»           |
| 2007 | «Riots» (вместе с Марком Айшемом и Miri Ben-Ari)                                                                              | —              | —              | —              | Freedom Writers: Music from the Motion Picture              | для фильма «Писатели свободы»           |
| 2008 | «The Traveling Song» | —              | —              | 7              | Madagascar: Escape 2 Africa: Motion Picture Soundtrack      | для мультфильма «Мадагаскар 2»          |
| 2008 | «I Like to Move It» | —              | —              | —              | Madagascar: Escape 2 Africa: Motion Picture Soundtrack      | для мультфильма «Мадагаскар 2»          |
| 2008 | «Big and Chunky» | —              | —              | —              | Madagascar: Escape 2 Africa: Motion Picture Soundtrack      | для мультфильма «Мадагаскар 2»          |
| 2008 | «She Loves Me» | —              | —              | —              | Madagascar: Escape 2 Africa: Motion Picture Soundtrack      | для мультфильма «Мадагаскар 2»          |
| 2008 | «Best Friends» | —              | —              | 17             | Madagascar: Escape 2 Africa: Motion Picture Soundtrack      | для мультфильма «Мадагаскар 2»          |
| 2008 | «Alex On The Spot» (вместе с Хансом Циммером)                                                                                 | —              | —              | —              | Madagascar: Escape 2 Africa: Motion Picture Soundtrack      | для мультфильма «Мадагаскар 2»          |
| 2009 | «Quando Quando Quando» (вместе с Фёрги)                                                                                       | 8              | —              | —              | Nine: Soundtrack                                            | для мюзикла «Девять»                    |
| 2011 | «Real in Rio» (вместе с Джесси Айзенбергом, Джейми Фоксом, Энн Хэтэуэй, Джорджом Лопесом и The Rio Singers)                   | —              | —              | —              | Rio: Music from the Motion Picture                          | для мультфильма «Рио»                   |
| 2011 | «Hot Wings (I Wanna Party)» (вместе с Джейми Фоксом и Энн Хэтэуэй)                                                            | —              | —              | —              | Rio: Music from the Motion Picture                          | для мультфильма «Рио»                   |
| 2011 | «Advice for the Young at Heart» (вместе с Джесси Айзенбергом, Джейми Фоксом, Энн Хэтэуэй, Джорджом Лопесом и Tears for Fears) | —              | —              | —              | Rio: Music from the Motion Picture                          | для мультфильма «Рио»                   |
| 2012 | «Problem (The Monster Remix)» (Becky G при участии will.i.am)                                                                 | —              | —              | —              | Hotel Transylvania                                          | для мультсериала «Монстры на каникулах» |
| 2012 | «Illuminati» (вместе с Канье Уэстом и Бруно Марсом)                                                                           | —              | —              | —              | —                                                           | для мультсериала «Шоу Кливленда»        |